# Блаватник жовтодзьобий
Блаватник жовтодзьобий (Caprodectes antoniae) — вид горобцеподібних птахів родини Котингових (Cotingidae).

## Поширення
Вид поширений у Коста-Риці та на заході Панами. Птах трапляється у субтропічних або тропічних вологих низинних лісах, субтропічних або тропічних мангрових лісах і вологих деревно-чагарникових зарослях.

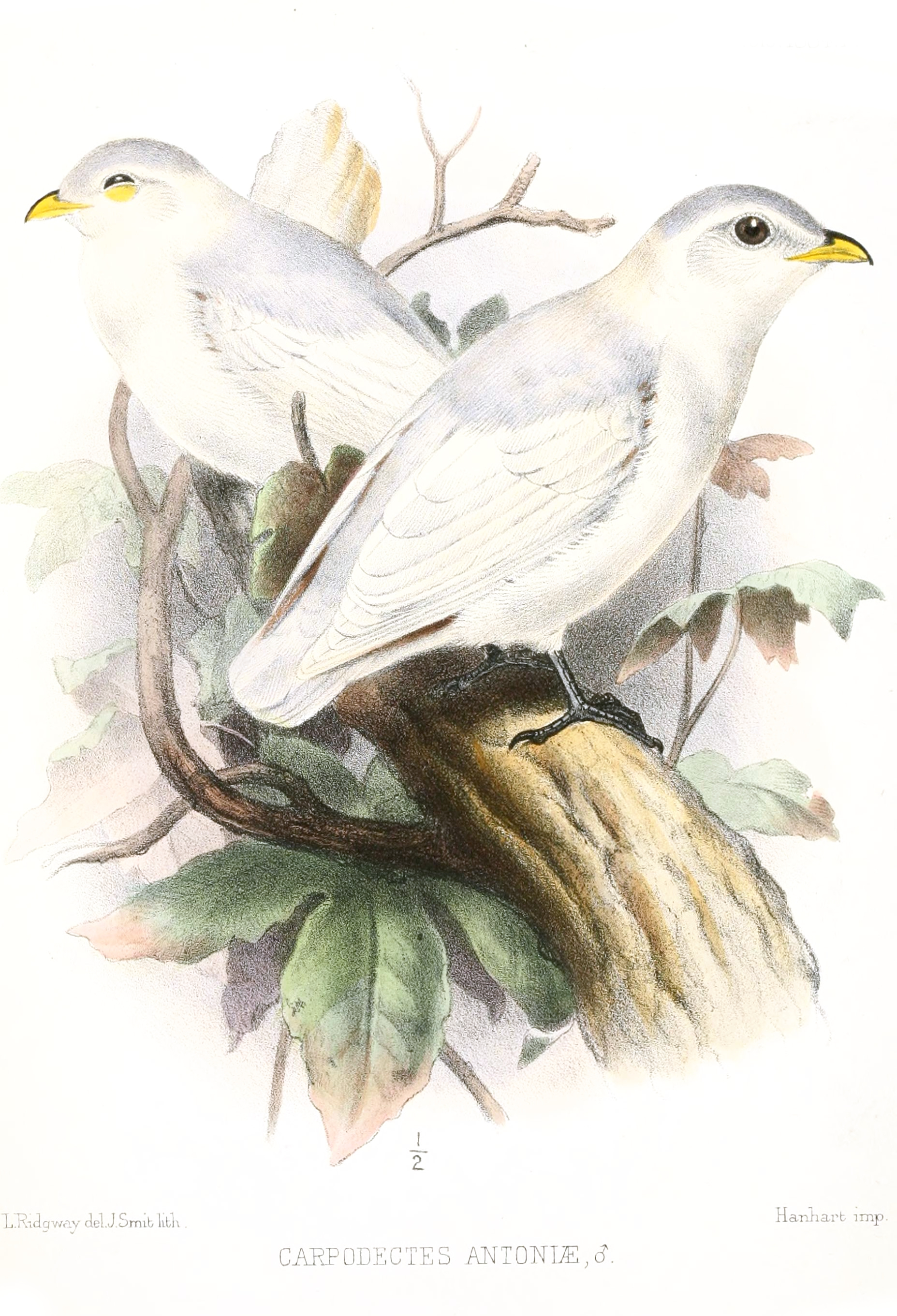